# 魔法の杖

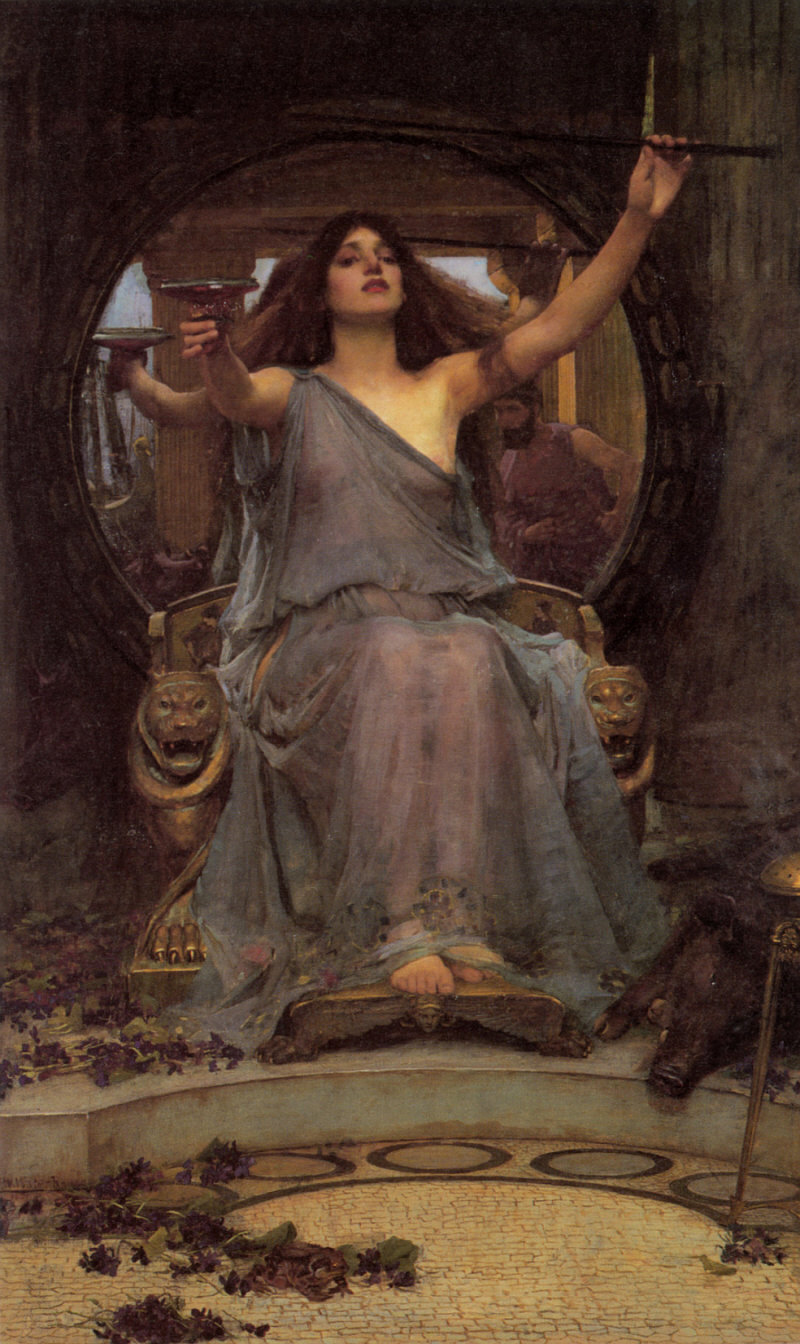
ホメーロスの叙事詩『オデュッセイアー』に登場し、船員を豚に変えるキルケー。ジョン・ウィリアム・ウォーターハウスの1891年の絵画『オデュッセウスに杯を差し出すキルケ』。

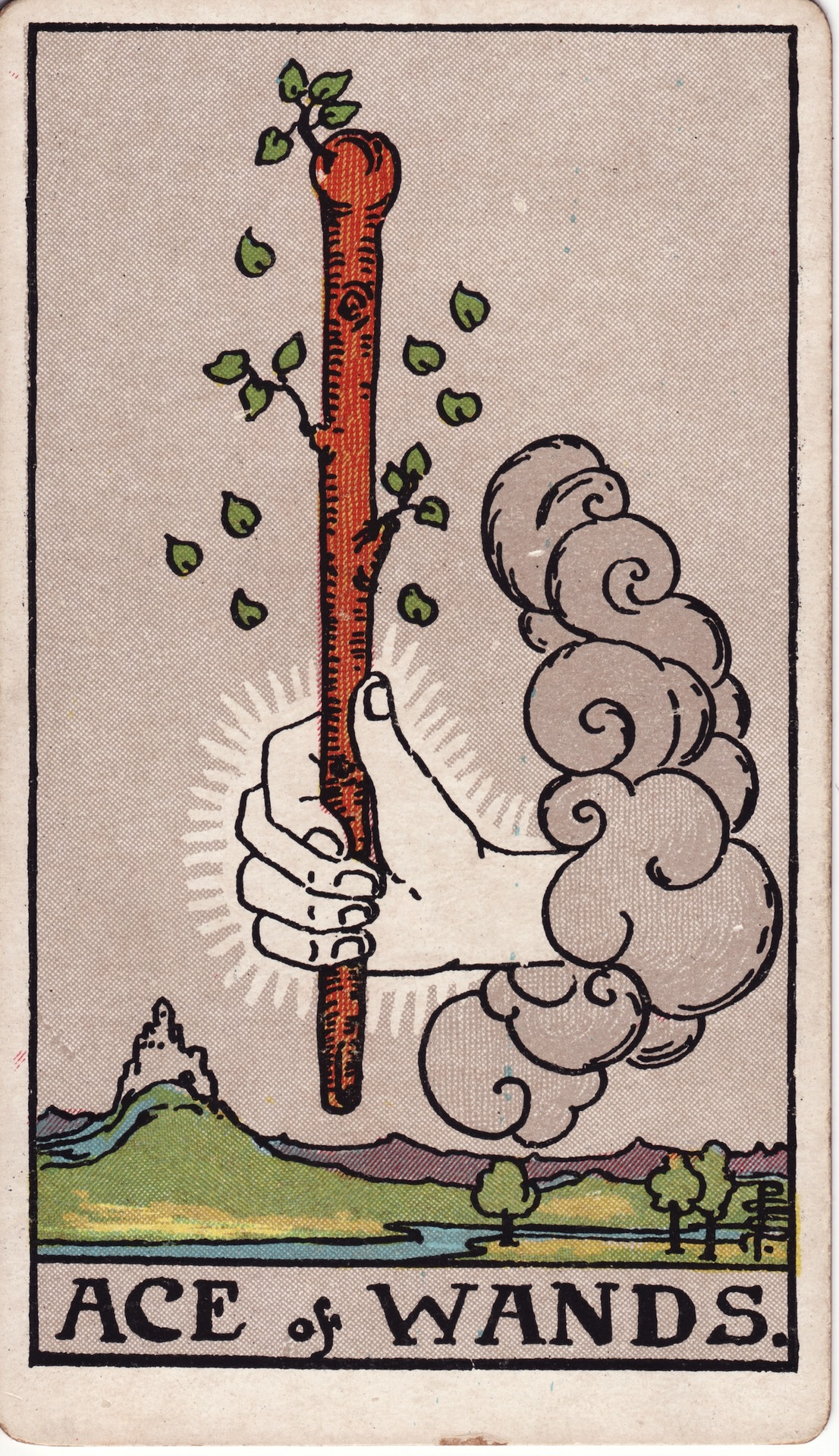
ワンドのエース

魔法の杖とは、魔法を行使するために使用される杖である。こういった道具は、さまざまな文化の祈祷師などに見られるものである。

## 例

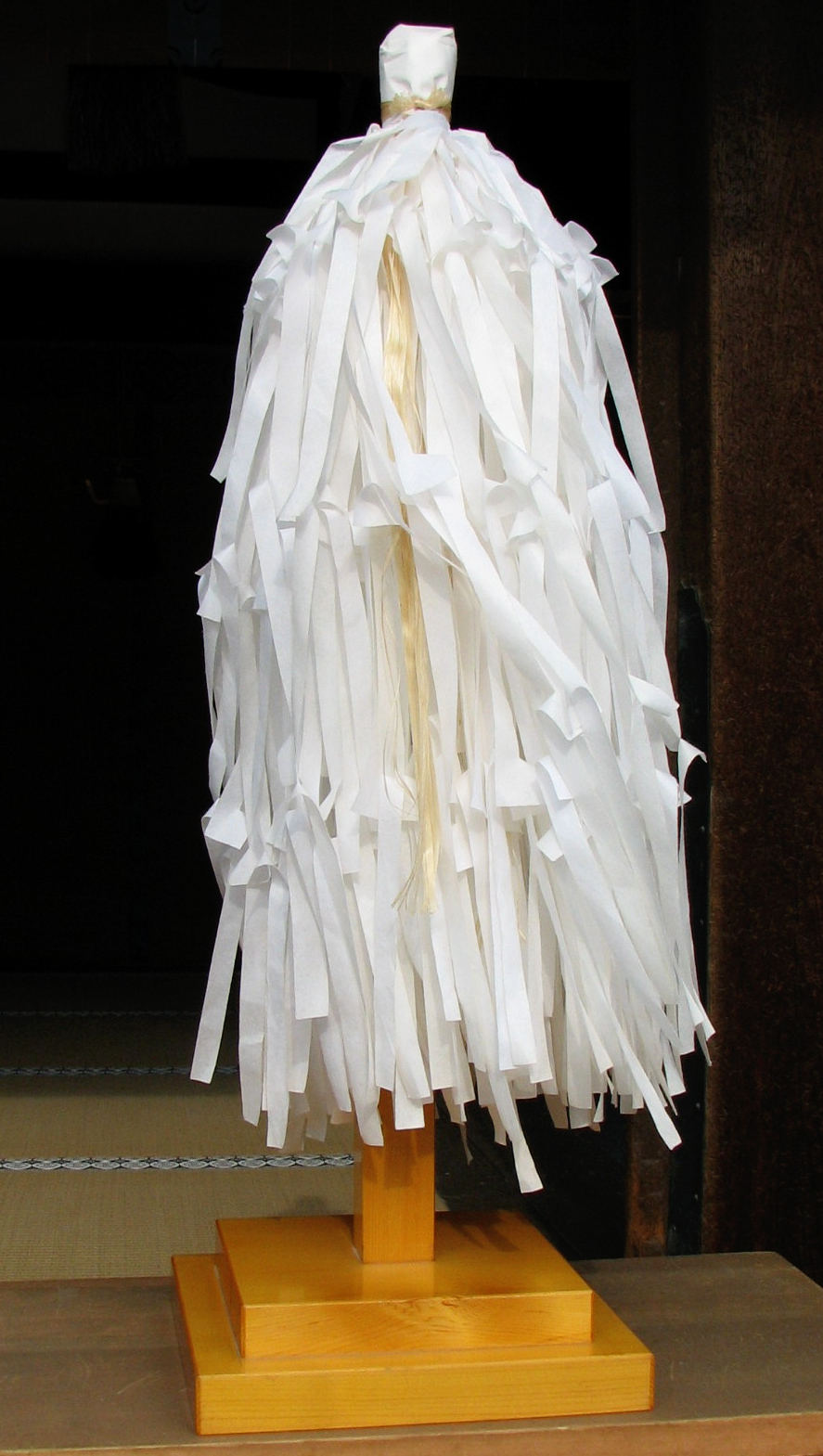
神道の大麻
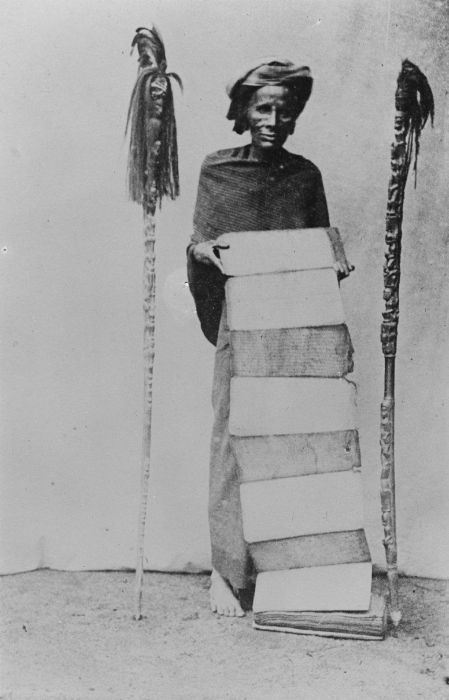
インドネシアのバタック人シャーマンが持つ杖と占書
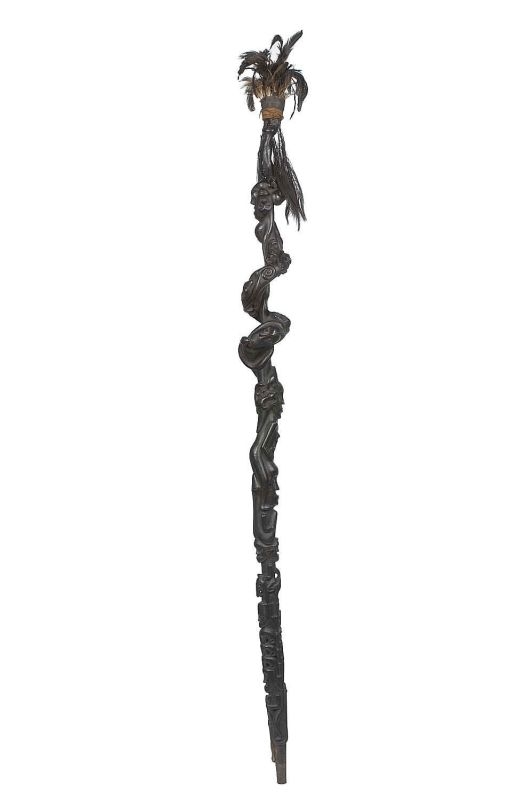
バタック人のシャーマンの杖 datu
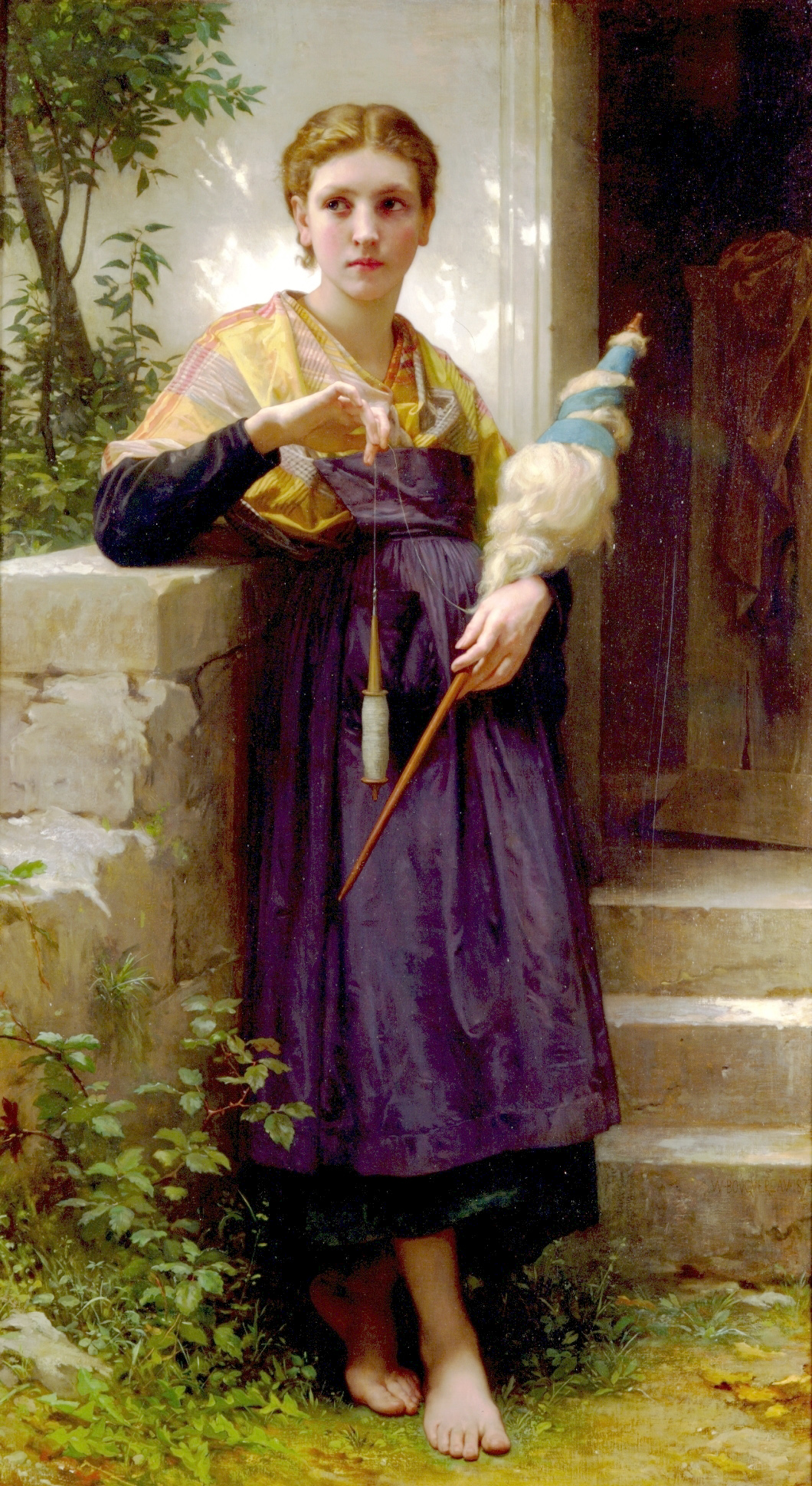
糸巻き棒（英語版）は北欧神話のフリッグなどが使い。童話の『ねむり姫』、『ホレのおばさん』でのキーアイテムとして使用される。
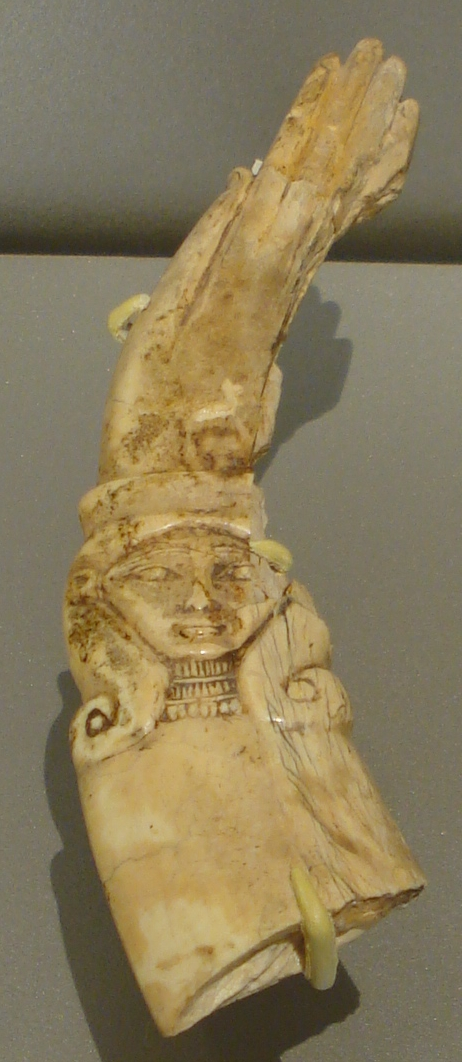
象牙で作られたエジプトの儀式杖
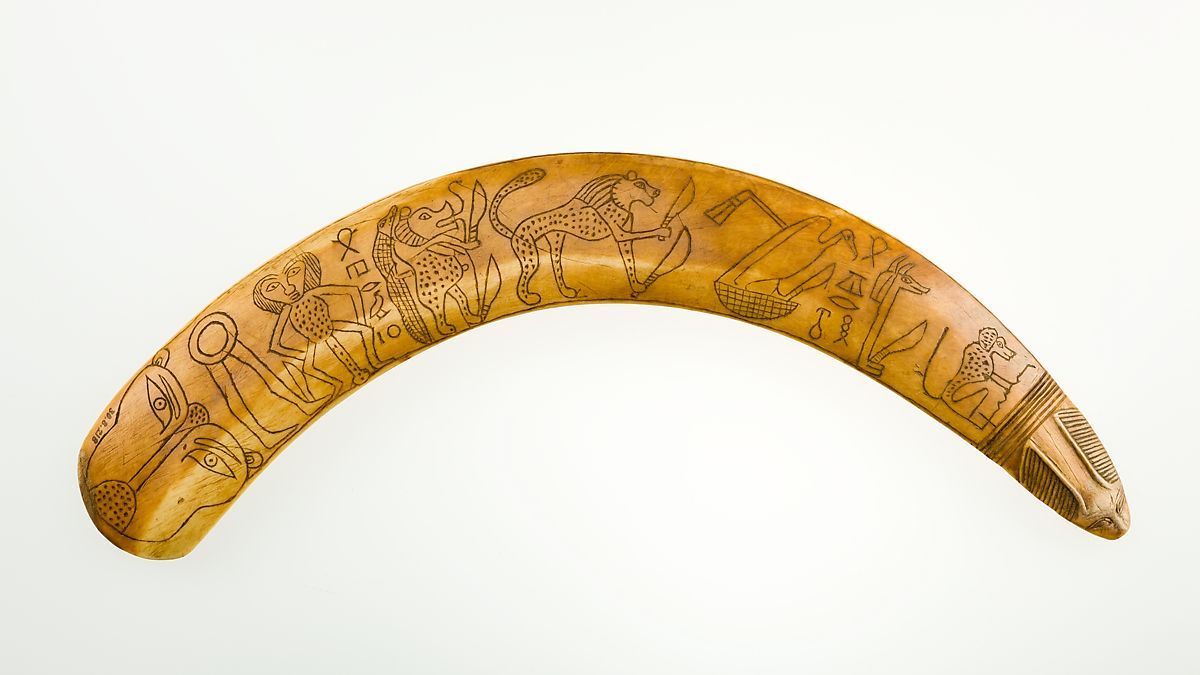
カバの牙から作られた古代エジプトの杖
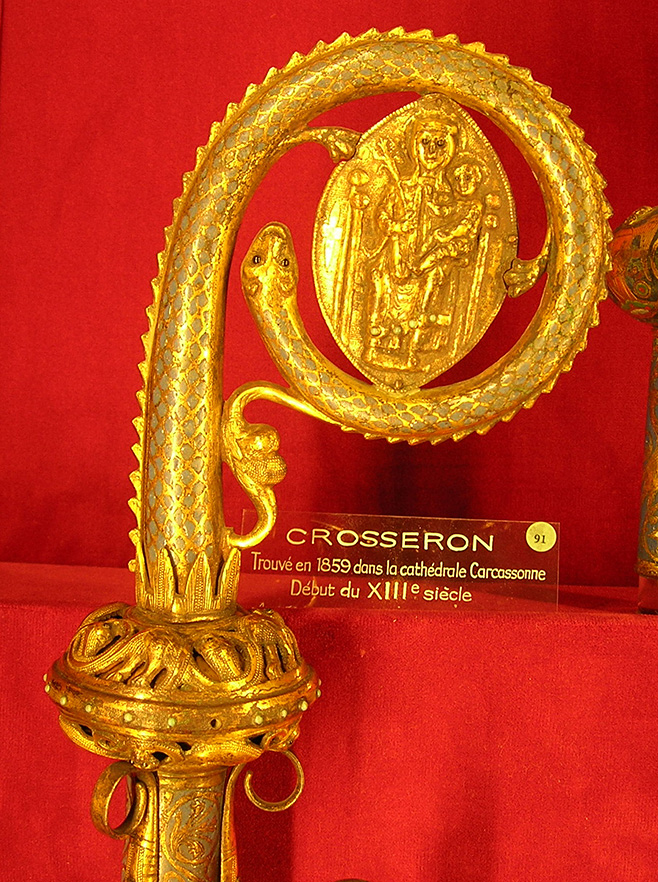
キリスト教の司教杖
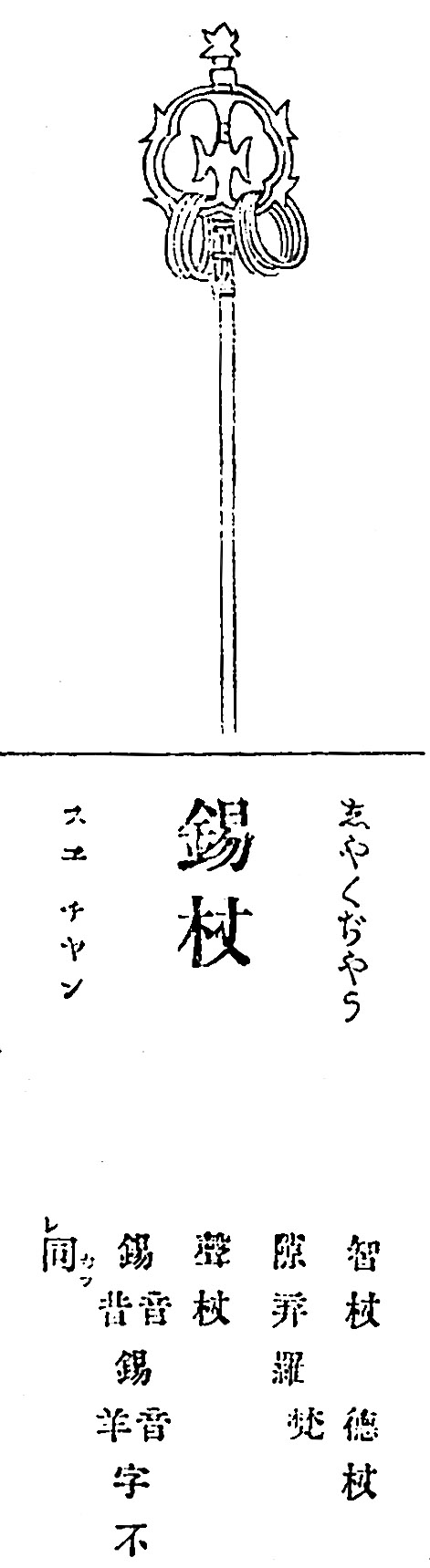
仏教の錫杖
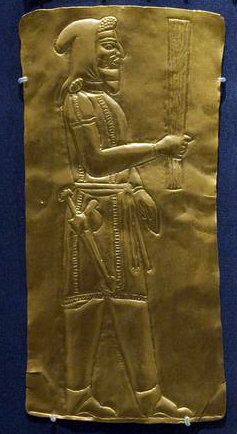
ゾロアスター教の司祭が持つ銀や真鍮などの小枝を束ねた杖バーソム（英語版）
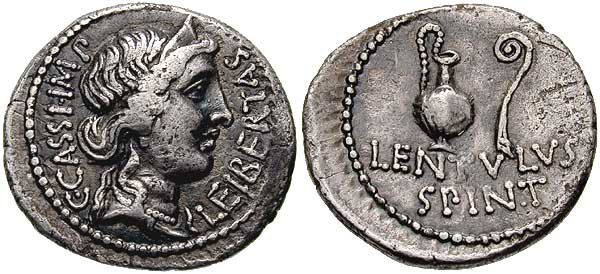
コイン右側の杖はリトゥウス（英語版）と呼び。元はラテン語で戦闘時に命令を伝える笛であった。ローマ時代に聖職者のシンボルの杖として使用される。
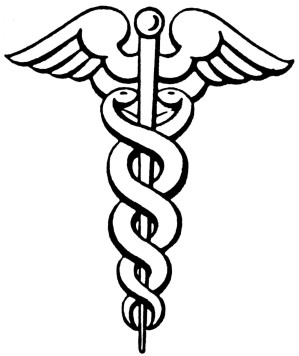
ギリシャ神話のヘルメスが持つケーリュケイオン
ギリシア神話に登場する名医アスクレピオスが持つ杖